# Оренбургская отдельная армия
Оренбургская отдельная армия (Отдельная Оренбургская армия, Оренбургская армия, Юго-Западная армия) — армия белых на восточном фронте Гражданской войны.

## История
Сформирована оренбургским Казачьим кругом 17 октября 1918 года из частей казачьего войска и других, действовавших с ними, под командованием А. И. Дутова.
Армия была образована на базе формирований восставшего против большевиков оренбургского казачества как Юго-Западная армия, до ноября 1918 года подчинявшаяся назначенному Уфимской директорией Верховному главнокомандующему генерал-лейтенанту В. Г. Болдыреву, а затем — адмиралу Колчаку.

28 декабря армия переименована в Отдельную Оренбургскую армию, состоявшую из 1-го и 2-го Оренбургских казачьих корпусов, 4-го Оренбургского армейского, Сводного Стерлитамакского и Башкирского (4 пехотных полка) корпусов и 1-й Оренбургской казачьей пластунской дивизии. Численность её красные оценивали в 10 тыс. человек.

### Боевые действия
В 1918 армия с переменным успехом действовала на Южном Урале и северных районах Степного края (ныне Казахстана), в основном против 1-й армии красных, обороняла Бузулукский, Северный, Илецкий и Орский участки. Однако в конце 1918−начале 1919 начались серьёзные неудачи. В январе ею были оставлены Оренбург и Орск. Неудачи объяснялись прежде всего усталостью, нежеланием значительной части казаков продолжать войну, нарастанием просоветских настроений, дезертирством и даже переходом на сторону красных одиночек, групп и целых подразделений. Это явилось во многом результатом большевистской пропаганды в войсках и их тылу.
В начале 1919 года армия оставила Оренбург и Орск, но в апреле вернула Орск и развила наступление на Актюбинск.
Когда весной 1919 армия Колчака главными силами в центре и на севере начала наступление, оно в апреле было поддержано и на юге армией Дутова. Она развернула наступление на участке между реками Сакмара и Урал, заняла Илек, Орск, оттеснила оренбургскую группу красных, вышла на подступы к Оренбургу, однако прорваться в город так и не смогла. Положение в армии ухудшалось и 23 мая 1919 она была переформирована в корпус и вместе с Южной группой составила новую Южную армию ген.-м. Г. А. Белова. После разгрома красными Южной армии остатки её сил были включены в 3-ю армию белых.
Армия[уточнить] участвовала в июньском наступлении на Оренбург, а с конца июля 1919 года действовала самостоятельно (Ставка не имела о ней сведений), в августе прикрывала Башкирию и Оренбургскую область и удерживала Верхнеуральский район, пытаясь сохранить связь с Уральской армией. После потери Верхнеуральска отошла на юго-восток и в сентябре вышла из Тургайской степи в районе Петропавловска (за это время из 1500 человек в ней осталось 1200), и 18 (21)[уточнить] сентября из казаков-оренбуржцев вновь была сформирована новая, немногочисленная, Оренбургская армия, командующим которой назначается Дутов. 10 октября 1919 года она вошла в состав Московской группы армий.
На конец октября 1919 года Оренбургская армия насчитывала 4300 шашек, 16 пулемётов, 4 лёгких орудия.
C тяжёлыми боями, неся большие потери, Оренбургская армия отступила в Семиречье. Там некоторое время действовала совместно с отрядами атамана Анненкова. В марте 1920 её остатки ушли в северо-западный район Китая, эмигрировали.

### Состав

#### Отдельная Оренбургская армия
Командующие войсками и главные начальники: генерального штаба генерал-майор Акулинин, Иван Григорьевич (с 19 октября 1918 года), генерал-лейтенант Дутов, Александр Ильич (с 11 декабря 1918 года); начальники штаба:
Структура управления войсковой армией:
- Командующий войсками Оренбургского военного округа:

 — Акулинин, Иван Григорьевич, с июня 1918 года командующий войсками Оренбургского военного округа и с 19 октября 1918 года главный начальник того же округа;
 — Дутов, Александр Ильич (17 октября 1918 года−23 мая 1919 года);
 — Белов, Пётр Андреевич (23 мая−21 сентября 1919 года):
 — Дутов, Александр Ильич (21 сентября−16 октября 1919 года).
- Штаб походного атамана Оренбургского казачьего войска:

 — Карликов, Вячеслав Александрович, с 21 декабря 1917 года начальник штаба Оренбургского военного округа;
 — подполковник Вагин, Александр Николаевич, с 28 июля 1918 года;
 — генерал-майор Половников, Василий Николаевич, с 25 октября 1918 года;
 — Енборисов, Гавриил Васильевич, c лета 1918 года начальник Военного контроля, комендант штаба обороны и начальник отдела Государственной охраны 2-го округа.
- 1-й Оренбургский казачий корпус Оренбургской армии. Сформирован 8.10.1918 г.

Командир корпуса:
1. генерал-лейтенант Жуков, Гервасий Петрович
2. генерального штаба генерал-майор Акулинин И. Г. (07.−11.11.19)
Начальник штаба есаул Пивоваров
- 1-я Оренбургская казачья дивизия. Сформирована 8 октября 1918 года.

Командир Степанов, Разумник Петрович.
Включала 7-й, 8-й, 13-й и 14-й Оренбургские казачьи полки.
- 2-я Оренбургская казачья дивизия. Сформирована 8 октября 1918 года.

Начальник штаба генерального штаба подполковник Малиновский, Дмитрий Аполлонович
- 2-й Оренбургский казачий корпус Оренбургской армии

Командиры корпуса:
1. генерал-майор Шишкин Владимир Николаевич (16.02.−7.03.1919)
2. генерального штаба генерал-майор Акулинин И. Г. (7.03.−24.05.19)
Начальник штаба войсковой старшина Тушканов Леонтий Игнатьвич (16.02.−24.05.1919)
- 3-я Оренбургская казачья дивизия. Сформирована 8 октября 1918 года (в составе 2-го Оренбургского казачьего корпуса с 16.02.1919)

Начальник штаба есаул Каргаполов, Парфирий Антонович
- 4-я Оренбургская казачья дивизия. Сформирована 8 октября 1918 года (в составе 2-го Оренбургского казачьего корпуса с 16.02.1919)
- 5-я Оренбургская казачья дивизия. Сформирована 13.01.1919 г.

Командир врид полковник Крылов (13.01.−5.03.1919).
Начальник штаба полковник Пичугин (13.02.−3.04.1919)
- 4-й Оренбургский армейский корпус Оренбургской армии
  - 20-я стрелковая дивизия (два полка)

- 5-й Сводный Стерлитамакский корпус

Командир Енборисов, Гавриил Васильевич, с начала 1918 года командир 4-го отряда Оренбургского казачьего войска в Верхнеуральске.
- 19-я стрелковая дивизия (5-го Сибирского полка)
- 20-я стрелковая дивизия (два полка)

- 1-й Оренбургская казачья пластунская дивизия (расформирована 8 декабря 1918 года)

Командир Махин, Фёдор Евдокимович (23 октября−24 декабря 1918 года)
Начальник штаба штабс-капитан Касаткин (24 октября−24 декабря 1918 года)
- 1-й линейный казачий полк
- 1-й Оренбургский конный казачий полк
- 8-й Оренбургский конный казачий полк
- 1-й пластунский пеший полк
- Степной партизанский отряд
- Пластунский пеший дивизион
- Сакмарский конный дивизион
- бронепоезд
- гаубичная батарея.

- 11-й Яицкий армейский корпус

- 21-я Яицкая стрелковая дивизия
- 20-я стрелковая дивизия (два полка)
- 29-й Оренбургский казачий полк

- Сводно-Туркестанский корпус

- 42-й Троицкий казачий полк
- 24-й Уральский казачий полк
- 1-й Линейный казачий полк
- Оренбургская пластунская дивизия

- 1-я Оренбургская казачья бригада

Командир Замятин, Матвей Иванович
- Отдельная конная башкирская бригада

- Бузулукская группа войск (1918 г.)

Командир полковник Бакич, Андрей Степанович
- 5-я Оренбургская стрелковая дивизия

Командир полковник Нейзель, Владимир Константинович (3.08.−11.12.1918; 4.01.−14.06.1919)
Начальник штаба полковник Шапошников (10.08.−10.11.1918)

#### Южная армия
Весной 1919 года из Оренбургской армии выделена и подчинена Западной армии Южная группа.
23 мая 1919 года армия, Южная группа и Оренбургский военный округ переформированы в Южную армию, включавшую:
- 1-й Оренбургский казачий корпус (включавший части расформированного 2-го),
- 4-й Оренбургский корпус,
- 5-й Стерлитамакский (5-й Сибирский) корпус в составе:
  - 19-я стрелковая дивизия;
  - 2 полка 20-й стрелковой дивизии;
- 11-й Яицкий армейский корпус в составе:
  - 21-я Яицкая стрелковая дивизия
  - 29-й Оренбургский казачий полк (или 2 полка 20-й дивизии),
- Сводно-Туркестанский корпус в составе:
  - Оренбургская пластунская дивизия,
  - 42-й Троицкий полк
  - 24-й Уральский полк
  - 1-й Линейный казачий полк
- 1-я Оренбургская казачья бригада
- Отдельная конная башкирская бригада

На июнь 1919 года армия насчитывала 15 200 штыков, 12 000 сабель, 7 000 невооружённых, 247 пулемётов и 27 орудий.. В середине июля армия пополнилась 11-й Сибирской стрелковой дивизией.